# Cle Kooiman
Christopher Clemence Kooiman (Ontario, 3 de julho de 1963) é um ex-futebolista norte-americano que jogava como zagueiro.

## Carreira
Atuou por Los Angeles Lazers (time indoor), California Kickers, San Diego Nomads, Cobras de Ciudad Juárez, Cruz Azul (foi o primeiro jogador dos Estados Unidos a ser capitão do time), Morelia e Tampa Bay Mutiny. Aposentou-se em 1998, aos 35 anos de idade, no Miami Fusion.

## Seleção
Kooiman disputou a Copa de 1994, como reserva de Alexi Lalas e Marcelo Balboa, os titulares da defesa ianque, tendo participado apenas do primeiro jogo, contra a Suíça. Disputou 12 partidas entre 1993 e 1994.